# Guacareachi
Guacareachi är en ort i Mexiko.   Den ligger i kommunen Carichí och delstaten Chihuahua, i den nordvästra delen av landet, 1 200 km nordväst om huvudstaden Mexico City. Guacareachi ligger 1 879 meter över havet och antalet invånare är 159.
Terrängen runt Guacareachi är huvudsakligen lite kuperad. Guacareachi ligger nere i en dal.  Trakten runt Guacareachi är nära nog obefolkad, med mindre än två invånare per kvadratkilometer. Guacareachi är det största samhället i trakten. Trakten runt Guacareachi består i huvudsak av gräsmarker.